# Demonax ater
Demonax ater là một loài bọ cánh cứng trong họ Cerambycidae.